# 卑南郷

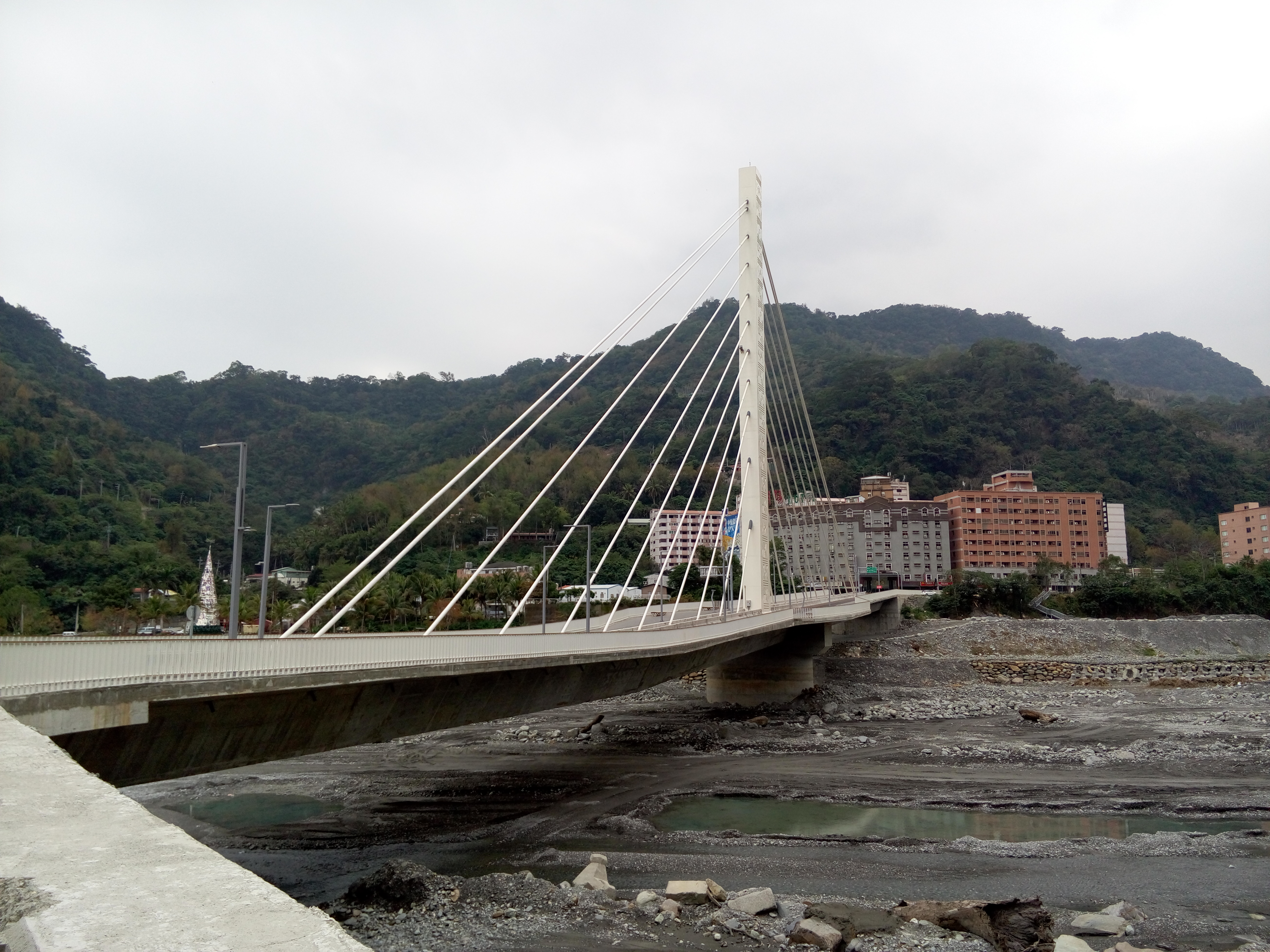
知本渓に架かる勇男橋と対岸の知本外温泉街

卑南郷（ベイナン/ひなん-きょう）は、台湾台東県に位置する郷である。

## 地理
卑南郷は台東県中部に位置し、北は鹿野郷、延平郷と、東北は東河郷と、西は屏東県霧台郷と、南は台東市、太麻里郷とそれぞれ接し、東は太平洋と面している。花東縦谷平原の南部に位置し、中央山脈と海岸山脈が交差する地点に位置している。総面積の約60%が山地であり、その中を卑南渓、知本渓、利嘉渓等が流れている。
住民は漢人が多数を占めるが、約35%は原住民であるプユマ（パナパナヤナン）族、アミ族、ルカイ族が占めている。また東興村にはルカイ族の１支族の住む、タロマク（Taromak／達魯瑪克）村があり、台東県でルカイ族が住む唯一の地区である。

## 歴史
卑南郷は古くは卑南族の居住地であった。オランダ統治時代には「雄東部」と称され、オランダ人は「Pimala」と称していた。清代は漢人の進出が禁止された蕃地であり、「卑南八社」と称されていた。「卑南」の由来はプユマ語で「最高の尊称」を意味する「Puyuma」を意味し、この土地の頭目であるPinaraを表している。
日本統治が開始されるとこの地に卑南庁が設置され、1886年に台東直隸州と改められた。その後「卑南庄」が設置され、台東庁台東郡の管轄とされた。戦後は台東県卑南郷と改められた。1974年、県政府所在地であった台東鎮が台東市に昇格する直前に、卑南郷の中心地域だった卑南、南王、富岡、岩湾、新園、建興、南栄、知本、豊田、建和の10村が台東鎮に編入され、「卑南里」が台東鎮に帰属するようになった。

## 行政区
| 村 |
| --- |
| 賓朗村、美農村、初鹿村、明峰村、嘉豊村、太平村、泰安村、利嘉村、東興村、温泉村、富源村、利吉村、富山村 |

## 歴代郷長
| 代 | 氏名 | 任期 |
| -- | ---- | ---- |

## 教育

### 国民中学
- 台東県立初鹿国民中学

### 国民小学
| - 台東県立賓朗国民小学 - 台東県立温泉国民小学 - 台東県立利嘉国民小学 - 台東県立東成国民小学 | - 台東県立太平国民小学 - 台東県立大南国民小学 - 台東県立初鹿国民小学 - 台東県立初鹿国小 山裡分校 | - 台東県立富山国民小学 - 台東県立富山国小 利吉分校 - 台東県立富山国小 富原分校 |

## 交通
| 種別 | 路線名称         | その他   |
| ---- | ---------------- | -------- |
| 鉄道 | 台東線           | 山里駅   |
| 省道 | 台9線            | 花東公路 |
| 省道 | 台9乙線          |          |
| 省道 | 台11線           |          |
| 省道 | 台11乙線         |          |
| 省道 | 台24線           |          |
| 県道 | 県道194号 (台湾) |          |
| 県道 | 県道197号 (台湾) |          |

## 観光

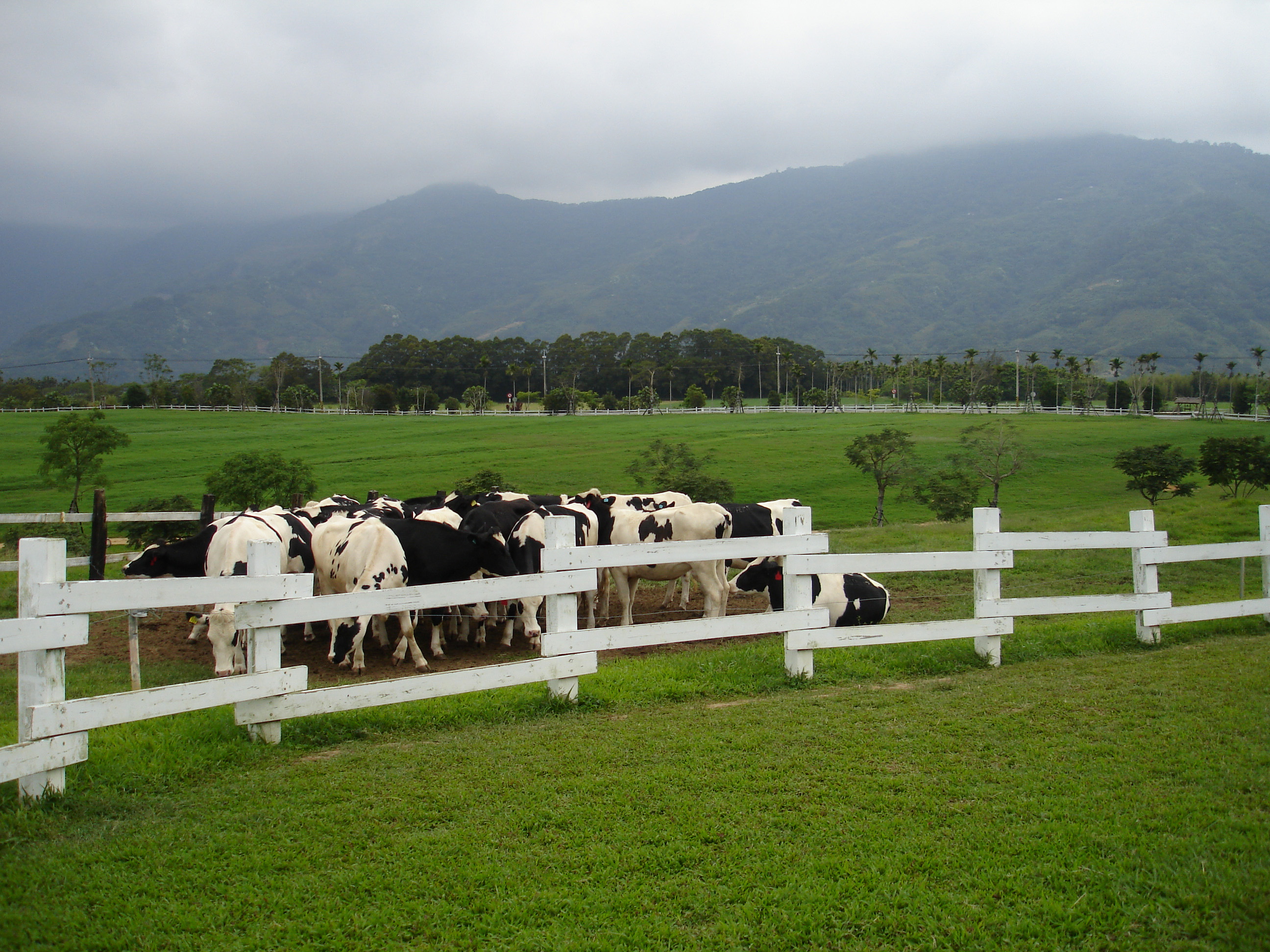
初鹿牧場

- 初鹿牧場（中国語版）
- 初鹿山荘
- 知本国家森林遊楽区（中国語版）
- 知本温泉
- 白玉風景区
- 杉原海水浴場（中国語版）
- 千歳榕
- 達魯瑪克（中国語版）紀念碑
- 小黄山
- 利吉悪地地質公園
- 清覚寺
- 観林吊橋
- 台東原生応用植物園
- 山里福音教会